# Mirek Topolánek
Mirek Topolánek (* 15. května 1956 Vsetín) je český politik, v letech 2002–2010 druhý předseda Občanské demokratické strany a v období 2006–2009 předseda vlády České republiky. Od ledna do května 2009 byl také předsedou Rady Evropské unie. Kandidoval v prezidentských volbách 2018, kde se v prvním kole umístil na 6. místě se ziskem 221 689 hlasů (4,30 %).
Po odchodu z politiky se začal angažovat v teplárenském průmyslu, lobbingu pro fosilní průmysl a stal se rovněž glosátorem politického dění.

## Životopis
Vystudoval Vojenské gymnázium Jana Žižky z Trocnova v Opavě a poté strojní fakultu VUT v Brně. Podle informací jeho učitelů otištěných časopisem Týden byl v době středoškolských studií aktivním členem komunistické organizace Socialistický svaz mládeže. Pracoval jako projektant a později jako samostatný projektant v OKR, závodu Automatizace a mechanizace k.ú.o. Ostrava, Výstavní 10. Mezi lety 1987–1991 pak působil v Energoprojektu Praha, závod Ostrava jako vedoucí projektant specialista. V roce 1991 spoluzaložil a řídil obchodní společnost VAE, spol. s r. o. (jako výkonný ředitel a generální ředitel), která se zabývala energetickými projekty. V roce 1996 společnost zanikla bez likvidace a jejím právním nástupcem se stala obchodní společnost VAE a.s., v níž zastával do roku 2003 funkci předsedy představenstva.

## Politická kariéra
Před listopadem 1989 nebyl politicky organizován v žádné straně; v mládí měl v podprůměrné finanční situaci nabídku vstoupit do KSČ, ovšem jak uvedl ve své knize, jeho manželka byla proti a rozhodl se nepřijmout. V roce 1989 působil v Občanském fóru. V roce 1994 vstoupil do Občanské demokratické strany.
V roce 1996 byl zvolen do senátu za obvod č. 70, Ostrava-město. V letech 1998–2002 byl předsedou senátního klubu ODS a od roku 2002 do roku 2004 pak byl místopředsedou Senátu. V listopadu 2002 se stal po Václavu Klausovi předsedou ODS.
Za dobu Topolánkova předsednictví ODS vyhrála tato strana volby senátní, krajské, evropské, komunální a v roce 2006 i volby do Poslanecké sněmovny. V roce 2008 již jako strana vládní ODS drtivě prohrála krajské a senátní volby a ztratila tak všechny své hejtmany a rovněž i nadpoloviční většinu v senátu.
Nejvyšší stranickou funkci však Topolánek i po těchto volbách, stejně jako v letech 2004 a 2006, obhájil.

### Volby 2006 a sestavování vlády
V roce 2006 byl ve volbách do Poslanecké sněmovny Parlamentu České republiky volebním lídrem v Praze a získal nejvíce preferenčních hlasů ze všech kandidátů v těchto volbách. Jako vítěz voleb byl pověřen sestavením vlády. Nejprve se pokusil o tzv. trojkoalici spolu s KDU-ČSL a Stranou zelených, přestože tato měla dohromady pouze 100 hlasů ze 101 hlasů potřebných pro vyslovení důvěry vládě. Trojkoalice nepřesvědčila ČSSD, aby ji podpořila, a tak se rozpadla. Následně Topolánek přistoupil na jednobarevnou vládu ODS tolerovanou ČSSD, pro niž se pokoušel získat podporu ČSSD.

### První Topolánkova vláda
Poté, co jednání s Jiřím Paroubkem zkrachovala, předložil Mirek Topolánek návrh vlády složené z devíti členů ODS a šesti nestraníků, kterou Václav Klaus jmenoval 4. září 2006. Vláda požádala o důvěru poslanecké sněmovny dne 3. října téhož roku, avšak poprvé v historii České republiky ji nezískala. Pro vládu hlasovalo 96 poslanců, 99 hlasovalo proti. 11. října 2006 podala tato vláda demisi.

### Druhá Topolánkova vláda

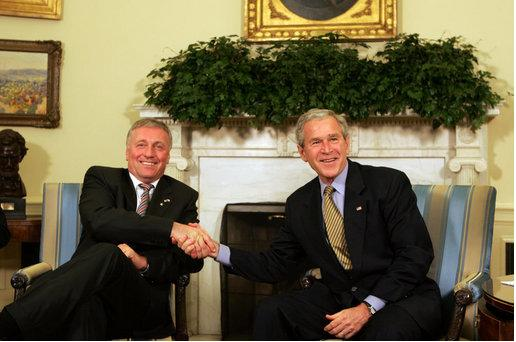
Mirek Topolánek s americkým prezidentem Georgem W. Bushem v Oválné pracovně, 2008

Dne 8. listopadu 2006 prezident Klaus znovu jmenoval Topolánka premiérem a pověřil ho sestavením vlády. Dne 21. prosince požádal premiér prezidenta o jmenování své druhé vlády složené z členů ODS, KDU-ČSL a Strany zelených. Ten ji ale zprvu jmenovat odmítl s tím, že očekával vládu, která nebude závislá na přeběhlících. Měl také výhrady k jejímu personálnímu složení. Vláda byla nakonec jmenována 9. ledna 2007 a o deset dní později získala důvěru Poslanecké sněmovny, neboť poslanci ČSSD Miloš Melčák a Michal Pohanka opustili před hlasováním zasedací sál Sněmovny. Miloš Melčák a Michal Pohanka později uvedli, že tak učinili po poradě s Milošem Zemanem. Pro vládu tedy hlasovalo všech 100 poslanců koalice, 97 hlasovalo proti, 2 se nezúčastnili a 1 se zdržel. „Musím říct, že mě celkem překvapilo, příjemně, že oba jsou fiskálně odpovědní. To znamená, že jim je jasné, že nemohou sáhnout do podstaty problému. Uvědomují si, že je nutné změny provést,“ pochválil oba „přeběhlé“ poslance premiér Mirek Topolánek.

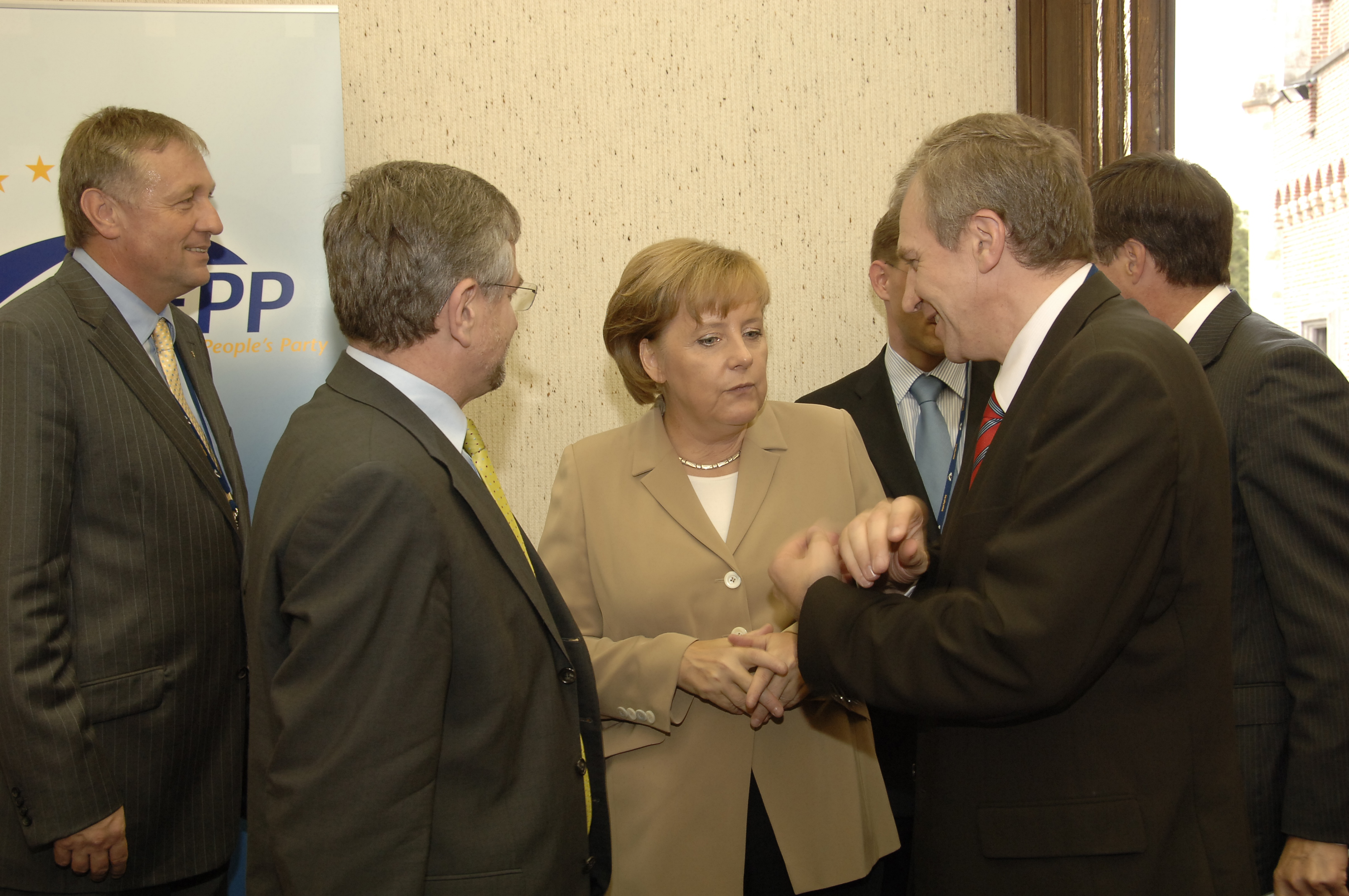
Mirek Topolánek s německou kancléřkou Angelou Merklovou a dalšími evropskými politiky, 2007

Reforma veřejných financí je stěžejním projektem koaliční vlády ODS, KDU-ČSL a Strany zelených. Mirek Topolánek se rovněž aktivně angažoval v jednáních s USA o umístění radaru, který měl být součástí protiraketové obrany Spojených států. V říjnu 2007 představil tzv. „5 premiérských priorit“. Také podpořil rozvoj vědy prezentací projektu VIVAT. Topolánkovo stanovisko vůči Evropské unii bylo konzervativní a akcentovalo zejména její ekonomický význam.
Dne 24. března 2009 proběhlo hlasování o setrvání vlády vedené Mirkem Topolánkem. Poslanecká sněmovna vyjádřila vládě nedůvěru. Proti kabinetu hlasovalo 97 poslanců opozice (ČSSD a KSČM), rebelové ODS Vlastimil Tlustý, Jan Schwippel a bývalé poslankyně SZ Věra Jakubková a Olga Zubová. Opozice zvítězila v poměru 101:97. Dne 26. března 2009 podal premiér demisi, čímž odstoupila celá vláda.

### Rezignace na politické funkce
Dne 15. září 2009 rezignoval na svůj poslanecký mandát poté, co ČSSD oznámila, že nebude hlasovat pro rozpuštění poslanecké sněmovny, které by umožnilo vypsání předčasných parlamentních voleb. V debatě v České televizi pak oznámil, že zvažuje setrvání v politice i v čele ODS.
Dne 1. dubna 2010 rezignoval na post volebního lídra ODS kvůli svým vyjádřením pro časopis LUI. Jeho pravomoci přešly na pověřeného místopředsedu a volebního lídra pro parlamentní volby 2010 Petra Nečase (který stranu vedl až do dalšího volebního kongresu, na kterém byl zvolen jako nový předseda strany). Na post předsedy strany pak oficiálně rezignoval až 13. dubna 2010, den po zasedání výkonné rady.
Odstranění Topolánka z předsednického postu mohlo být vnímáno jako ukázka mediální manipulace. Topolánek byl sice jako předseda již delší dobu pro ODS přítěží, strana ale pro jeho odstranění použila výroky, kterých se nedopustil. Ve výsledku však nahrazení Topolánka Petrem Nečasem pomohlo ODS k lepšímu výsledku v nadcházejících parlamentních volbách, a tím i k sestavení vlády.

### Kandidatura na prezidenta
V listopadu 2017 oznámil svou kandidaturu v prezidentských volbách 2018. Vyjádřil se, že rozhodnutí kandidovat bylo spíše emotivní než rozumové. Vyjednávat podporu pro svou kandidaturu začal u poslanců a senátorů až 4. listopadu, přičemž termín pro odevzdání kandidátních listin na Ministerstvo vnitra byl 7. listopadu 2017. Jeho kandidaturu uvítala například místopředsedkyně ODS Alexandra Udženija, ačkoliv bývala jeho oponentem, a předseda strany TOP 09 Miroslav Kalousek. Šanci získat hlasy by měl mít podle politologa Ladislava Mrklase od podstatné části voličů ODS, TOP 09 a částečně i Starostů a KDU-ČSL. V prosinci 2017 byla Topolánkova kandidatura podpořena Stranou soukromníků ČR.
Díky podpoře 10 senátorů se stal jedním z devíti prezidentských kandidátů. Ve volbách získal 4,30 % hlasů a umístil se tak až na 6. místě. Následně před 2. kolem volby podpořil Jiřího Drahoše.

## Po odchodu z politiky

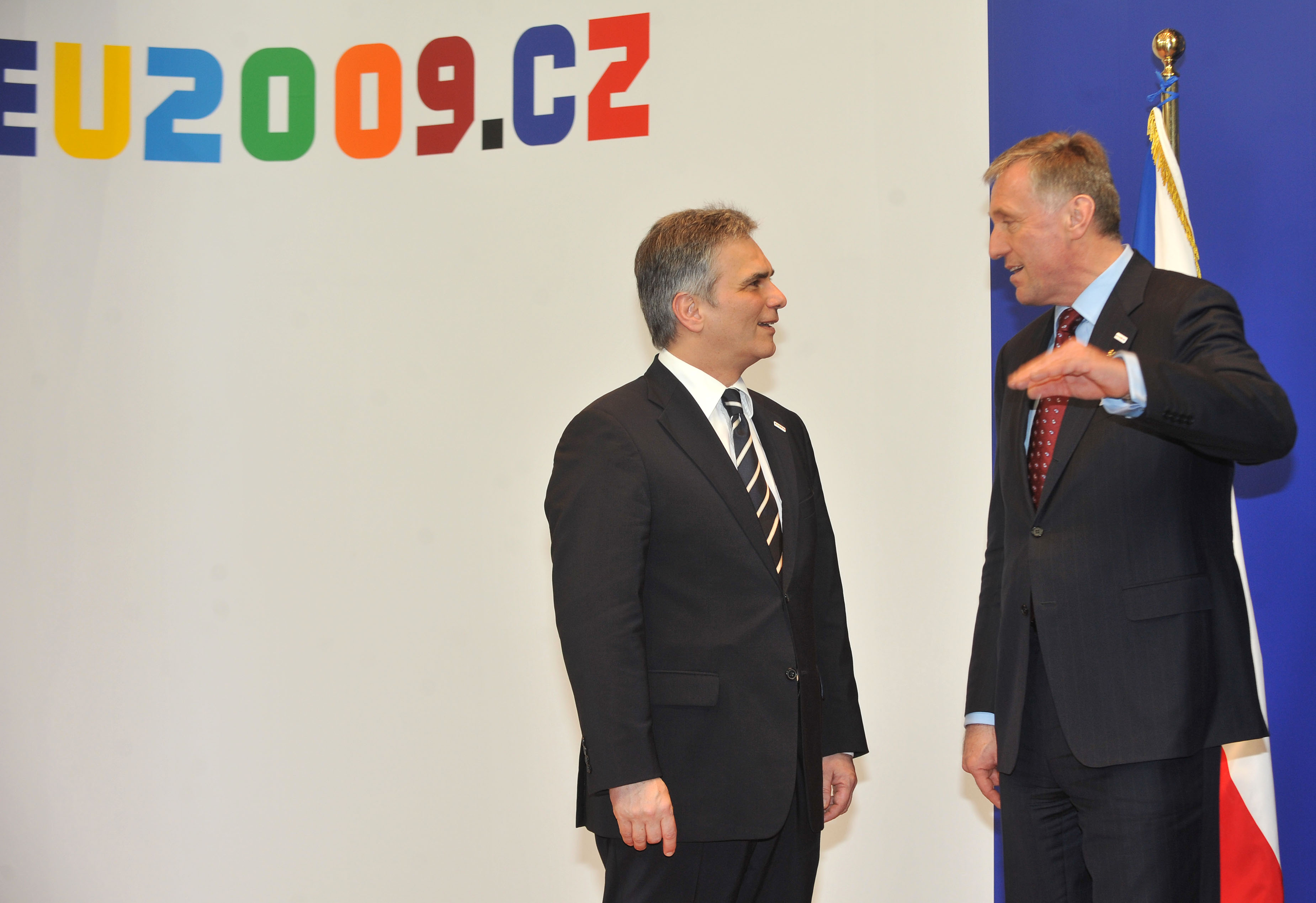
Mirek Topolánek během předsednictví Evropské unie

V dubnu 2015 oznámil předseda ODS Petr Fiala, že Mirek Topolánek přestal platit členské příspěvky a proto už není členem ODS.  Mirek Topolánek je autorem knihy Hlavně se z toho neposrat, v níž odkrývá mnohé z pozadí české politiky. Např. naznačuje, že Václav Klaus byl v roce 2008 zvolen prezidentem díky úplatkům. V knize Topolánek spatřuje řešení evropské migrační krize v „neokolonializaci“ zemí, ze kterých lidé migrují do Evropy.
Topolánek přednášel na NF VŠE, sháněl zakázky pro firmu VAE Controls nebo se pro slovenskou CTY Group snažil získat zakázky ve strojírenství a petrochemickém průmyslu v Kazachstánu.
Od září 2011 je předsedou výkonné rady Teplárenského sdružení České republiky a od října 2011 je předsedou dozorčí rady Elektrárny Opatovice.

### Aktivity od roku 2018
Po neúspěšných prezidentských volbách se Topolánek vrátil k činnosti v Teplárenském sdružení.
K politice se nadále vyjadřuje, je aktivní na sociální síti X (dříve Twitter), kde se stal pravidelným politickým glosátorem.
Topolánek stál za iniciativou Odmítáme podrážet Izrael, která kritizovala ministra zahraničí Tomáše Petříčka, ministra kultury Lubomíra Zaorálka a bývalého ministra zahraničí Karla Schwarzenberga za jejich společné prohlášení z 23. května 2020, ve kterém odsoudili plánovanou izraelskou anexi židovských osad, které Izrael od roku 1967 vybudoval na okupovaném Západním břehu Jordánu.

#### Působení v Info.cz
V roce 2019 začal vystupovat ve vlastním internetovém pořadu serveru Info.cz s názvem Topol Show. V původním formátu zval hosty z mediální a politické scény, se kterými diskutoval. Ve druhé sérii se formát proměnil v samostatné komentování aktuálního dění. Ve třetí sérii odpovídal na otázky, které mu kladl šéfredaktor Michal Půr. Do serveru Info.cz také začal přispívat politickými komentáři.

#### Soukromý život
V únoru 2010 se rozvedl s Pavlou Topolánkovou, s níž má dcery Petru, Janu a syna Tomáše. V červnu téhož roku se oženil s Lucií Talmanovou, s níž žil již od roku 2007., mají syna Nicolase (nar. 24. červenec 2007). V době, kdy se objevily první veřejné dohady o Topolánkově vztahu k Talmanové, oznámila jeho manželka Pavla Topolánková svou kandidaturu proti ODS v senátních volbách; u voličů v Ostravě ale za stranu Politika 21 neuspěla.
V letech 2009 až 2011 se zúčastnil rallye na soutěži Pražský Rallysprint jako navigátor Václava Pecha.
Po odchodu z politiky se nechal pokřtít. Ke křtu se připravoval u Prokopa Siostrzonka, arciopata břevnovského kláštera, kmotrem mu byl ekonom Jiří Schwarz.

### Obchodní, řídící a správní aktivity
Podle výpisu z obchodního rejstříku:
- od listopadu 1991 do ledna 1996 společník, od října 1993 do ledna 1996 jednatel VAE s.r.o.,
- od ledna 1994 do října 1995 člen dozorčí rady Černá louka a.s., (Ostravská obchodní společnost) a.s.,
- od března 1995 do září 1998 člen dozorčí rady CR Fontána penzijní fond a.s.,
- od ledna 1996 člen, od března 1997 místopředseda, od ledna do prosince 2000 předseda dozorčí rady Dalkia Ostrava a.s., (Zásobování teplem Ostrava) a.s.,
- od listopadu 1996 do dubna 1998 člen dozorčí rady Vítkovické stavby Ostrava a.s.,
- od ledna 1994 do června 1998 jednatel a společník Montikon s.r.o., (JJM s.r.o., HPT s.r.o.),
- od ledna 1994 člen, od října 1996 místopředseda, od července 2001 do ledna 2003 předseda představenstva Free Zone Ostrava a.s. – Free Zone Ostrava Inc.
- od ledna 2002 do ledna 2003 člen dozorčí rady Elektrotrans a.s.,
- od září 2011 předseda výkonné rady Teplárenského sdružení České republiky.

## Kritika a aféry
- Lobbista a Topolánkův přítel Marek Dalík byl médii a opozicí často kritizovaný za neetické metody a pro nadměrný vliv na Topolánka. Samotný Topolánek vyzdvihl Dalíkovu práci pro ODS.[40]

- Dne 2. února 2007 Topolánek způsobil aféru, když jako premiér ukázal prostředníček směrem k opozičním poslancům stěžujícím si na nepřítomnost členů vlády (vzápětí po jejich ironickém potlesku za to, že se konečně dostavil do jednacího sálu). Později uvedl, že se jednalo o nonverbální komunikaci s ministrem Miroslavem Kalouskem a omluvil se za ně. V poslanecké sněmovně poté říkal, že Kalouskovi ukazoval, že je jednička.[41][42]
- Žaloval novináře za zveřejnění odposlechů v kauze údajného podplácení poslance Zdeňka Kořistky, ve kterých mimo jiné říkal jak se svým poradcem Markem Dalíkem (který o sobě tvrdí, že je jako Martin Bormann a jehož část veřejnosti a politici ODS kritizují za příliš velký vliv na předsedu)[43] stojí a padá, ale proces prohrál.[44]
- Kopl do auta jednoho novináře Blesku a údajně křičel, že jej zabije, protože, jak později uvedl, se mu nelíbilo, že jej novináři dlouhodobě 24 hodin denně pronásledují.[45]
- Odbojáři z druhé světové války kritizovali Topolánka za německý výraz „Es kommt der Tag...“ v SMS zprávě redaktorovi deníku Šíp, který používali nacisticky orientovaní členové Sudetoněmecké strany.[46]
- Jeho občanské sdružení Becario údajně 80 % příjmů od sponzorů utratí na vlastní platy a organizování golfových turnajů a 20 % na stipendia pro studenty. Pavla Topolánková výdaje na golfové turnaje obhajovala jako způsob, kterým peníze na studijní stipendia získává.[47]

- V červenci 2009 se za nevyjasněných okolností účastnil neformálního setkání s vlivnými lobbisty a podnikateli v Toskánsku (podrobněji toskánská aféra).[48]
- V březnu 2010 se Topolánek v časopise pro gaye LUI vyjádřil o premiérovi Fischerovi a ministru dopravy Gustavu Slámečkovi.[49]

- Druhé zvolení Václava Klause prezidentem, podpora pro premiéra Jana Fischera a Vlastimil Tlustý coby ministr financí: tři hlavní personální chyby, kterých se podle svých vlastních slov Mirek Topolánek ve špičkové politice dopustil.[50]

- Bývalý ředitel civilní rozvědky Karel Randák, který přinesl fotky v toskánské aféře, krátce po kandidatuře Topolánka na prezidenta (2017) uvedl, že je v zájmu Daniela Křetínského a dalších zájmových skupin z byznysu.[48] Randák považoval za mesiášský komplex Topolánkovo stavění se do role záchrance státu před znovuzvolením Miloše Zemana za prezidenta. Expremiér Mirek Topolánek, tvrdil Randák, mnohem víc dehonestoval funkci premiéra než Zeman funkci prezidenta.[48]
- Topolánek je vůči svým oponentům často velmi vulgární, zejména pak na sociálních sítích.[51]

## Galerie

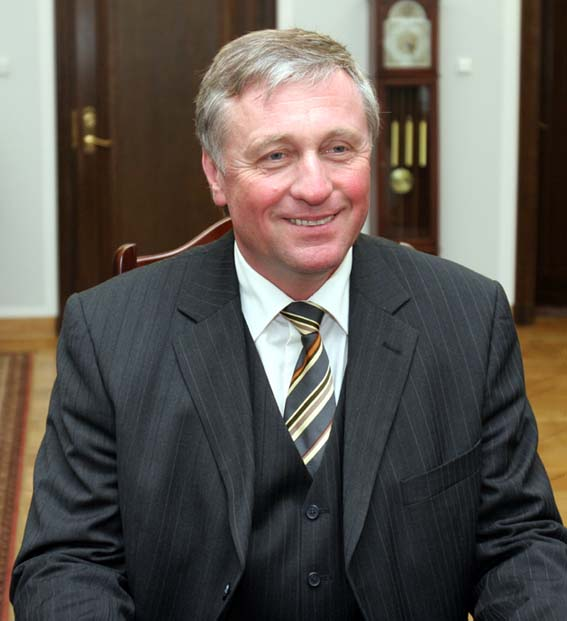
Mirek Topolánek, 2007
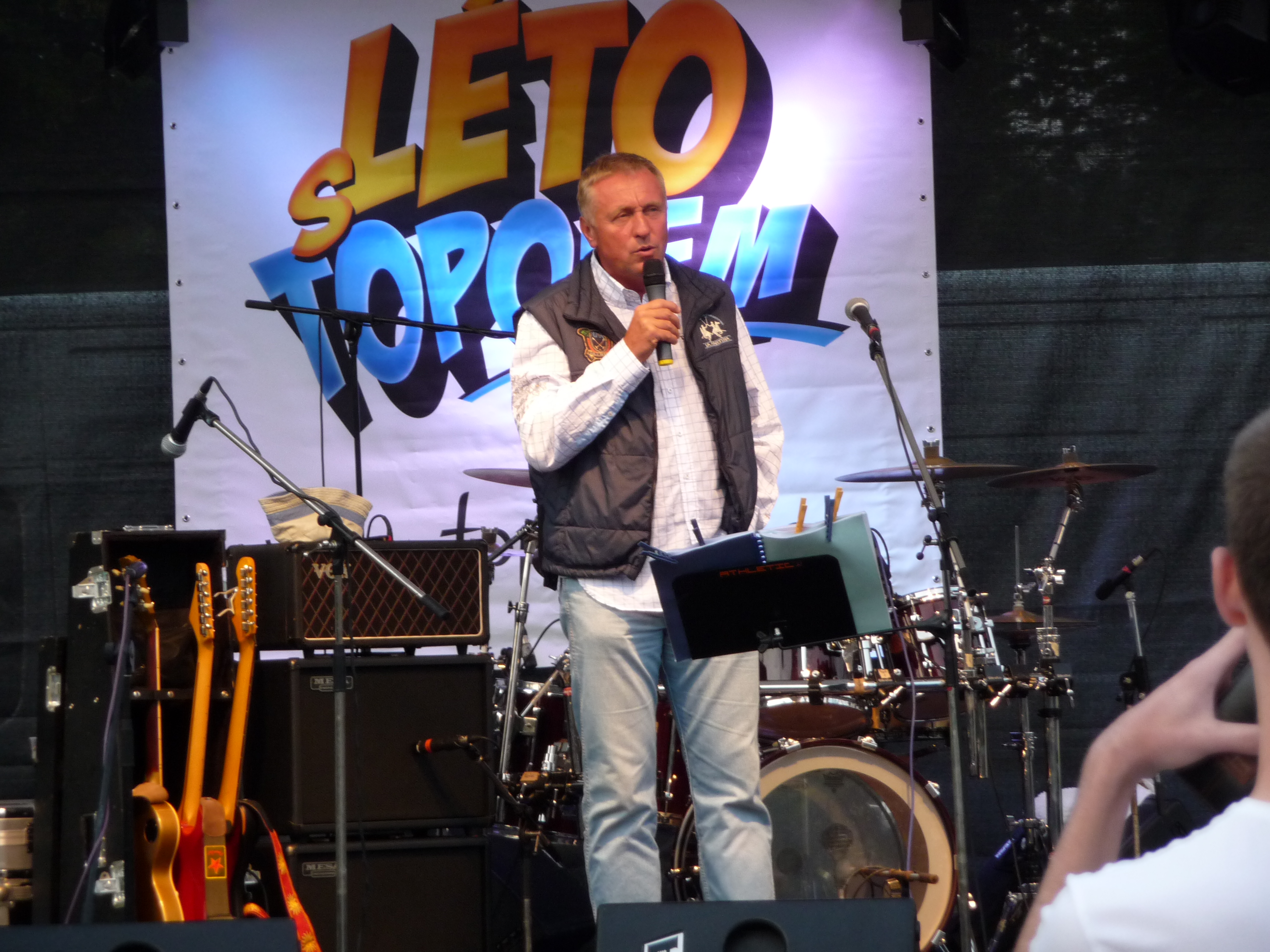
Při volební kampani, 2009
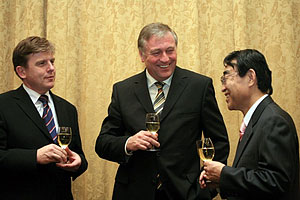
Předseda sněmovny Miloslav Vlček, premiér Mirek Topolánek a japonský velvyslanec Hideaki Kumazawa, 2006
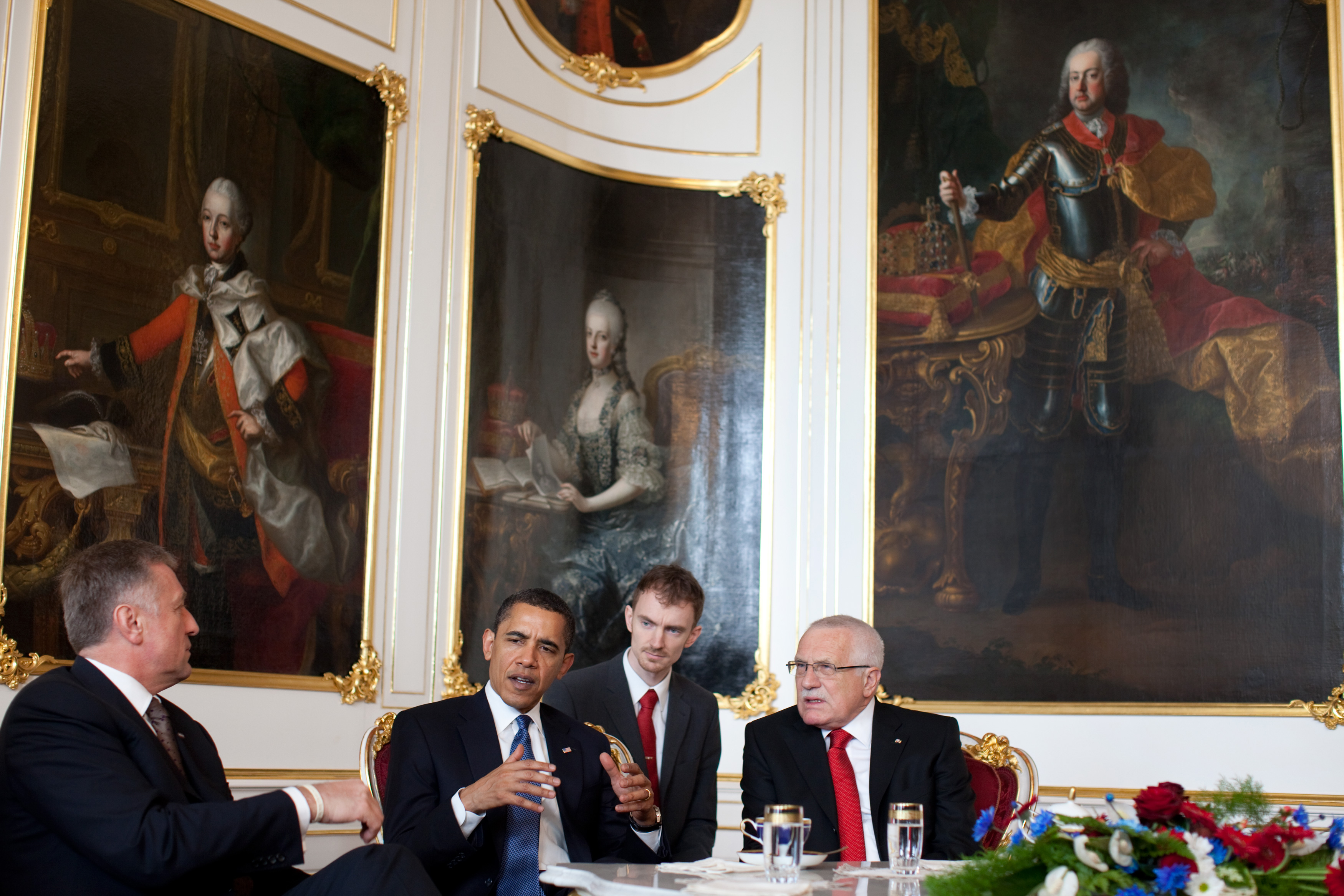
S americkým prezidentem Barackem Obamou a českým prezidentem Václavem Klausem na Pražském hradě, 2009
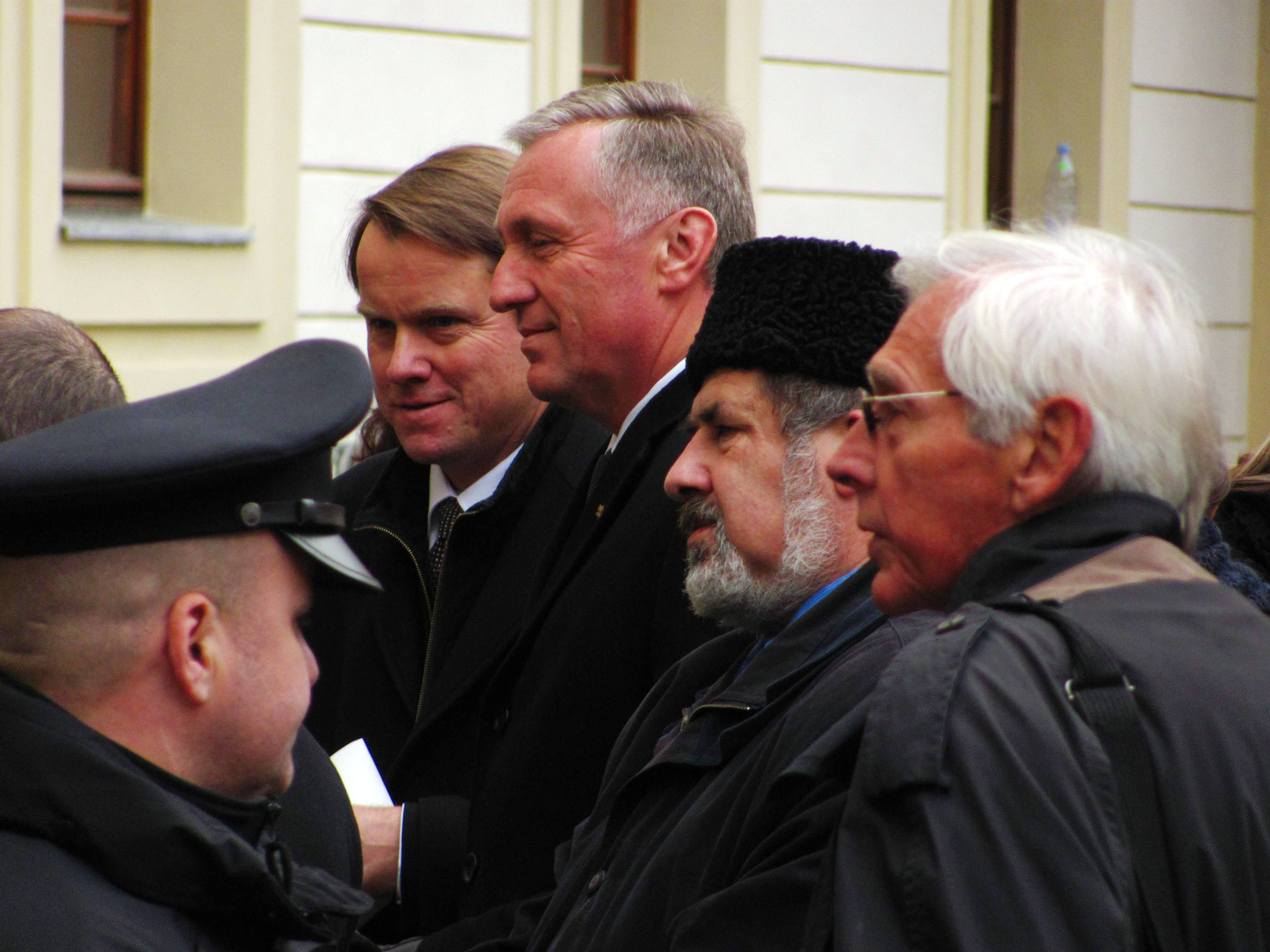
Mirek Topolánek na Havlově státním pohřbu, 2011
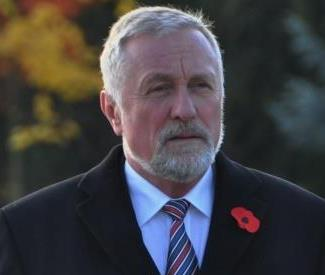
Mirek Topolánek, 2017